# Karen Abbott
Karen Abbott (Filadelfia, 23 de enero de 1973) es una historiadora y periodista estadounidense. Sus trabajos incluyen Sin in the Second City, American Rose, y Liar, Temptress, Soldier, Spy.

## Escritura
Sin in the Second City cuenta la verdadera historia del Everleigh Club, un famoso burdel estadounidense, y de los propietarios del Club, las hermanas Ada y Minna Everleigh. American Rose cuenta la historia de la stripteaser Gypsy Rose Lee. Mentirosa, Tentadora, Soldado, Espía (Liar, Temptress, Soldier, Spy) cuenta la verdadera historia de cuatro mujeres que se convirtieron en espías durante la Guerra Civil.
Abbott es colaborador del blog de historia de la revista Smithsonian, "Past Imperfect", y también escribe para "Disunion", la serie del New York Times sobre la Guerra Civil.